# Copa dos Campeões do Espírito Santo de 2013
A Copa dos Campeões do Espírito Santo de 2013, oficialmente Copa dos Campeões do Espírito Santo Banestes de 2013 por motivos de patrocínio, também denominada  Copa dos Campeões Capixabas de 2013 foi a primeira edição do torneio estadual realizado anualmente pela Federação de Futebol do Estado do Espírito Santo (FES).
O torneio foi realizado em partida única na cidade de Aracruz, no Estádio do Bambu. O jogo foi vencido pelo Aracruz por 3 a 2, tornando-se o primeiro campeão da história do torneio.

## Participantes
| Clube      | Cidade    | Classificação                          | Participação |
| ---------- | --------- | -------------------------------------- | ------------ |
| Aracruz    | Aracruz   | Campeão do Campeonato Capixaba de 2012 | 1ª           |
| Desportiva | Cariacica | Campeão da Copa Espírito Santo de 2012 | 1ª           |

## Final
| 18 de janeiro | Aracruz                                       | 3 – 2     | Desportiva                           | Estádio do Bambu, Aracruz    |
| 20:15 (UTC-3) | Sidney 15' · Regilson 38' · Bruno Augusto 82' | Relatório | 34' Carlos Vitor · 45+1' David Dener | Árbitro: BRA Rudimar Goltara |

| Aracruz | Desportiva |

| GL           | 1  | Paulo Victor  |     |
| DF           | 2  | Emerson       |     |
| DF           | 3  | Nino ()       |     |
| DF           | 4  | Marco Antônio |     |
| DF           | 6  | Ayrton        | 55' |
| MC           | 5  | Breno         |     |
| MC           | 8  | Tabata        |     |
| MC           | 7  | Mádisson      | 86' |
| MC           | 9  | Sidney        |     |
| AT           | 10 | Baldinho      |     |
| AT           | 11 | Regilson      | 45' |
| Substitutos: |    |               |     |
| GL           | 12 | Carioca       |     |
| MC           | 13 | Bombom        | 55' |
| MC           | 14 | Juninho       |     |
| MC           | 15 | Rubém Júnior  | 86' |
| AT           | 17 | Bruno Augusto | 45' |
| AT           | 18 | Rafael        |     |
| Treinador:   |    |               |     |
| Vevé         |    |               |     |

| GL           | 1  | Felipe          |                 |
| DF           | 2  | Sorriso         |                 |
| DF           | 3  | David           |                 |
| DF           | 4  | Nem             | Substituído     |
| DF           | 6  | Hélder          |                 |
| MC           | 5  | Vitor Bubu      | Substituído     |
| MC           | 10 | Gilmar          |                 |
| MC           | 7  | Pablo Santos    |                 |
| AT           | 9  | David Dener ()  | Substituído     |
| AT           | 20 | Carlos Vítor    |                 |
| AT           | 11 | Ricardo Paraíba |                 |
| Substitutos: |    |                 |                 |
| GL           | 12 | Manuel          |                 |
| DF           | 13 | Renan           | Entrou em campo |
| DF           | 14 | Pablo           | Entrou em campo |
| MC           | 15 | Diego           |                 |
| AT           | 16 | Feijão          | Entrou em campo |
| AT           | 8  | Willy           |                 |
| Técnico:     |    |                 |                 |
| Mauro Soares |    |                 |                 |

Arbitragem
| Árbitro      | Rudimar Goltara           |
| Assistente 1 | Ramires Cândido           |
| Assistente 2 | Fábio Faustino dos Santos |
| 4º Árbitro   | Dyorgines Padovani        |

## Premiação
| Copa dos Campeões do Espírito Santo 2013 |
| Aracruz                                  |
| ---------------------------------------- |
| Aracruz Campeão (1° título)              |